# All I Wanted
«All I Wanted» —en castellano: «Todo lo que quería»— es una canción interpretada por la banda estadounidense de rock progresivo Kansas y fue escrita por Steve Walsh y Steve Morse.  Es el tercer tema del álbum Power, publicado por MCA Records en 1986.

## Publicación y recepción
Esta melodía fue elegida para ser el primer sencillo de Power, lanzado en 1986 por MCA Records. Fue producido por Phil Ehart, Andrew Powell y Thom Trumbo.  La canción «We're Not Alone Anymore» —traducido del inglés: «Ya no estamos solos»—, compuesta también por Walsh y Morse, fue incluida en la versión comercial del vinilo. La edición promocional numeró el tema principal en ambas caras del sencillo.
El sencillo logró entrar en varias listas de éxitos en los Estados Unidos, pues se colocó entre los primeros 20 lugares del Billboard Hot 100, Mainstream Rock Tracks y Adult Contemporary.  En Canadá ocurrió algo parecido, ya que «All I Wanted» consiguió una buena aceptación, tanto que pudo enlistarse en dos listados de aquel país en los meses de enero y febrero de 1987.
Bret Adams de Allmusic, en su reseña al disco Power, describió a esta canción como «pop puro» y con abundantes teclados, además de una voz seria y melodramática.

## Lista de canciones
Los temas fueron compuestos por Steve Walsh y Steve Morse.

Versión comercial

| Cara A |                |          |  |
| N.º    | Título         | Duración |  |
| 1.     | «All I Wanted» | 3:20     |  |

| Cara B |                           |          |  |
| N.º    | Título                    | Duración |  |
| 2.     | «We're Not Alone Anymore» | 4:16     |  |
| 7:36   |                           |          |  |

Versión promocional

| Cara A |                |          |  |
| N.º    | Título         | Duración |  |
| 1.     | «All I Wanted» | 3:20     |  |

| Cara B |                |          |  |
| N.º    | Título         | Duración |  |
| 2.     | «All I Wanted» | 3:20     |  |
| 6:40   |                |          |  |

## Créditos
- Steve Walsh — voz principal y teclados.
- Steve Morse — guitarra y coros.
- Rich Williams — guitarra.
- Billy Greer — bajo y coros.
- Phil Ehart — batería.

## Listas
| Año  | País           | Lista                            | Posición máxima |
| ---- | -------------- | -------------------------------- | --------------- |
| 1986 | Estados Unidos | Billboard Hot 100                | 19.º            |
| 1986 | Estados Unidos | Billboard Mainstream Rock Tracks | 10.º            |
| 1987 | Estados Unidos | Billboard Adult Contemporary     | 14.º            |
| 1987 | Canadá         | RPM Magazine Top 100 Singles     | 75.º            |
| 1987 | Canadá         | RPM Magazine Adult Contemporary  | 10.º            |